# Campeonato Europeu de Futebol Feminino Sub-17 de 2022
O Campeonato Europeu de Futebol Feminino Sub-17 de 2022, comumente referido como UEFA Euro Feminina Sub-17 2022, foi a 13ª edição do Campeonato Europeu de Futebol Feminino Sub-17, campeonato anual de seleções europeias de base organizado pela União das Associações Europeias de Futebol (UEFA) que retorna após três anos depois do cancelamento das edições de 2020 e 2021 da Pandemia de COVID-19.
Assim como as edições anteriores realizadas em anos pares, o torneio funcionou como as eliminatórias da UEFA para a Copa do Mundo de Futebol Feminino Sub-17. As três melhores equipes do torneio se classificaram para a Copa do Mundo de Futebol Feminino Sub-17 de 2022 na Índia como representantes da UEFA.
A Alemanha defendia o título, tendo vencido o último torneio realizado em 2019. Na final, a Alemanha conquistou seu oitavo título ao empatar com a Espanha por 2 a 2, e vencer nos pênaltis por 3 a 2.

## Qualificação
O Comitê Executivo da UEFA aprovou em 18 de junho de 2020 um novo formato de qualificação para o Campeonato Feminino Sub-17 e Sub-19 a partir de 2022. O torneios classificatório será disputado em duas fases, com equipes divididas em duas ligas, com promoção e rebaixamento entre as ligas após cada fase semelhante à Liga das Nações.
Um total recorde de 49 (de 55) nações da UEFA entraram nas classificatórias, com a anfitriã Bósnia e Herzegovina também competindo apesar de já está classificada automaticamente, enquanto outras sete equipes se classificarão para a fase final após fim da segunda fase para se juntar a anfitriã. O sorteio da primeira fase foi realizado em 11 de março de 2021, às 13h30 CET (UTC+1), na sede da UEFA em Nyon, na Suíça.

### Seleções qualificadas
As seguintes equipes se classificaram para o torneio final.
| País                 | Método de qualificação | Data de qualificação   | Participações                                                          |
| -------------------- | ---------------------- | ---------------------- | ---------------------------------------------------------------------- |
| Bósnia e Herzegovina | Anfritiã               | 24 de setembro de 2019 | Estreante                                                              |
| Dinamarca            | Vencedor do Grupo A4   | 16 de março de 2022    | 3 (2008, 2012 e 2019)                                                  |
| Países Baixos        | Vencedor do Grupo A7   | 22 de março de 2022    | 4 (2010, 2017, 2018 e 2019)                                            |
| Alemanha             | Vencedor do Grupo A5   | 29 de março de 2022    | 11 (2008, 2009, 2010, 2011, 2012, 2014, 2015, 2016, 2017, 2018 e 2019) |
| Finlândia            | Vencedor do Grupo A1   | 29 de março de 2022    | 1 (2018)                                                               |
| França               | Vencedor do Grupo A6   | 30 de março de 2022    | 7 (2008, 2009, 2010, 2011, 2012, 2014, 2015 e 2017)                    |
| Noruega              | Vencedor do Grupo A3   | 30 de março de 2022    | 4 (2009, 2015, 2016 e 2017)                                            |
| Espanha              | Vencedor do Grupo A2   | 13 de abril de 2022    | 10 (2009, 2010, 2011, 2013, 2014, 2015, 2016, 2017, 2018 e 2019)       |

Em negrito estão as edições em que a seleção foi campeã em em itálico estão as edições em que a seleção foi anfitriã.

### Sorteio final
O sorteio final foi realizado em 5 de abril de 2022, 18:00 CET, no Hotel Hills em Sarajevo, capital da Bósnia e Herzegovina. As oito equipes foram sorteadas em dois grupos de quatro equipes. Não houve cabeças de chave, com exceção da anfitriã Bósnia e Herzegovina no qual foi atribuída na posição A1 do sorteio.

## Locais
| Sarajevo           | Zenica                     | Sarajevo Zenica Široki Brijeg Mostar | Široki Brijeg     | Mostar                 |
| ------------------ | -------------------------- | ------------------------------------ | ----------------- | ---------------------- |
| Stadion Grbavica   | Bosnian FA Training Centre | Sarajevo Zenica Široki Brijeg Mostar | Stadion Pecara    | Gradski Stadium Mostar |
| Capacidade: 13.146 | Capacidade: 1.500          | Sarajevo Zenica Široki Brijeg Mostar | Capacidade: 7.000 | Capacidade: 9.000      |
|                    |                            | Sarajevo Zenica Široki Brijeg Mostar |                   |                        |

## Fase de grupos
Os primeiros e segundos colocados dos grupos avançam para as semifinais.
Critérios de desempate
Na fase de grupos, as equipes são classificadas por pontos (3 pontos por vitória, 1 ponto por empate, 0 pontos por derrota) e, em caso de empate em pontos, são aplicados os seguintes critérios de desempate, na ordem dada, para determinar as classificações (artigos 20.01 e 18.02 do Regulamento):
1. Pontos em confrontos diretos entre equipes empatadas;
2. Diferença de gols em confrontos diretos entre equipes empatadas;
3. Gols marcados em confrontos diretos entre equipes empatadas;
4. Se mais de duas equipes estiverem empatadas, e após aplicar todos os critérios de confronto direto acima, um subconjunto de equipes ainda estiver empatado, todos os critérios de confronto direto acima serão reaplicados exclusivamente a esse subconjunto de equipes;
5. Saldo de gols em todos os jogos do grupo;
6. Gols marcados em todos os jogos do grupo;
7. Pênaltis se apenas duas equipes tiverem o mesmo número de pontos, e se enfrentarem na última rodada do grupo e estiverem empatadas após aplicar todos os critérios acima (não usado se mais de duas equipes tiverem o mesmo número de pontos, ou se suas classificações não são relevantes para a classificação para a próxima etapa);
8. Disciplinares (cartão vermelho = 3 pontos, cartão amarelo = 1 ponto, expulsão por dois cartões amarelos em uma partida = 3 pontos);
9. Posição mais alta no ranking da liga da segunda fase classificatória

Todos os horários são locais, CEST (UTC+2).

### Grupo A
Rodada 1
| 3 de maio | Dinamarca | 0 – 2     | Alemanha                | Bosnian FA Training Centre, Zenica |
| 14:00     |           | Relatório | Platner 3' · Stoldt 10' | Público: 200 Árbitro: Réka Molnar  |

| 3 de maio | Bósnia e Herzegovina | 0 – 8     | Países Baixos                                                                               | Stadion Grbavica, Sarajevo               |
| 20:00     |                      | Relatório | Kroese 22', 73', 74' · Huizenga 29' · Balić 41' (g.c.) · Keukelaar 45+1', 70' · Janssen 83' | Público: 1 237 Árbitro: Lovisa Johansson |

Rodada 2
| 6 de maio | Bósnia e Herzegovina | 0 – 6     | Dinamarca                                                           | Bosnian FA Training Centre, Zenica      |
| 14:00     |                      | Relatório | Sanvig 5' · La Cour 23' · Ásgeirsdóttir 55', 72' · Aagaard 62', 63' | Público: 600 Árbitro: Michèle Schmölzer |

| 6 de maio | Alemanha | 2 – 0     | Países Baixos                    | Stadion Grbavica, Sarajevo            |
| 20:00     |          | Relatório | Tolhoek 59' (g.c.) · Platner 83' | Público: 481 Árbitro: Teresa Oliveira |

Rodada 3
| 9 de maio | Alemanha       | 2 – 0     | Bósnia e Herzegovina | Stadion Grbavica, Sarajevo         |
| 14:00     | Alber 54', 88' | Relatório |                      | Público: 258 Árbitro: Gamze Durmuş |

| 9 de maio | Países Baixos | 1 – 1     | Dinamarca   | Bosnian FA Training Centre, Zenica     |
| 14:00     | De Klonia 46' | Relatório | Aagaard 28' | Público: 230 Árbitro: Michalina Diakow |

### Grupo B
Rodada 1
| 3 de maio | França                      | 2 – 0     | Finlândia | Stadion Pecara, Široki Brijeg          |
| 17:30     | Chossenotte 40' · Calba 72' | Relatório |           | Público: 100 Árbitro: Michalina Diakow |

| 3 de maio | Noruega | 0 – 4     | Espanha                                              | Gradski Stadium Mostar, Mostar          |
| 20:00     |         | Relatório | Camacho 26' · López 52' · Martret 62' · Corrales 90' | Público: 200 Árbitro: Michèle Schmölzer |

Rodada 2
| 6 de maio | Espanha                                                | 4 – 0     | Finlândia | Stadion Pecara, Široki Brijeg          |
| 17:30     | Pujols 18' · Camacho 23' · Amezaga 76' · Capdevila 87' | Relatório |           | Público: 253 Árbitro: Lovisa Johansson |

| 6 de maio | França     | 1 – 0     | Noruega | Gradski Stadium Mostar, Mostar     |
| 17:30     | Oillic 61' | Relatório |         | Público: 360 Árbitro: Gamze Durmuş |

Rodada 3
| 9 de maio | Espanha                                  | 3 – 0     | França | Stadion Pecara, Široki Brijeg     |
| 20:00     | Partido 28' · Amezaga 31' · Corrales 69' | Relatório |        | Público: 275 Árbitro: Réka Molnar |

| 9 de maio | Finlândia               | 2 – 1     | Noruega     | Gradski Stadium Mostar, Mostar        |
| 20:00     | Seiro 20' · Angeria 80' | Relatório | Gaupset 55' | Público: 150 Árbitro: Teresa Oliveira |

## Fase final
Na fase eliminatória, a disputa por pênaltis foi usada para decidir o vencedor, caso necessário (não houve prorrogação).

### Esquema
|  | Semifinais            | Semifinais            |       |                     | Final                 | Final |  |
|  |                       |                       |       |                     |                       |       |  |
|  | 12 de maio – Zenica   |                       |       |                     |                       |       |  |
|  | Alemanha              | 1                     |       |                     |                       |       |  |
|  | França                | 0                     |       |                     |                       |       |  |
|  |                       |                       |       |                     |                       |       |  |
|  |                       |                       |       |                     | 15 de maio – Sarajevo |       |  |
|  |                       |                       |       |                     | Alemanha (pen)        | 2 (3) |  |
|  |                       | Espanha               | 2 (2) |                     |                       |       |  |
|  |                       |                       |       |                     |                       |       |  |
|  |                       |                       |       |                     |                       |       |  |
|  |                       |                       |       |                     | Terceiro lugar        |       |  |
|  | 12 de maio – Sarajevo | 12 de maio – Sarajevo |       | 15 de maio – Zenica | 15 de maio – Zenica   |       |  |
|  | Espanha               | 3                     |       | França              | 2                     |       |  |
|  | Países Baixos         | 0                     |       |                     | Países Baixos         | 0     |  |

### Semifinais
As vencedoras se classificaram para a Copa do Mundo de Futebol Feminino Sub-17 de 2022, enquanto as perdedoras disputaram um play-off para o mundial.
| 12 de maio de 2022 | Alemanha     | 1 – 0     | França | Bosnian FA Training Centre, Zenica     |
| 14:00              | Sehitler 40' | Relatório |        | Público: 170 Árbitro: Michalina Diakow |

| 12 de maio de 2022 | Espanha                     | 3 – 0     | Países Baixos | Stadion Grbavica, Sarajevo             |
| 20:00              | Pou 3', 69' · Enrique 90+6' | Relatório |               | Público: 468 Árbitro: Lovisa Johansson |

### Play-off da Copa do Mundo de Futebol Feminino Sub-17
A vencedora se classificou para a Copa do Mundo de Futebol Feminino Sub-17 de 2022.
| 15 de maio de 2022 | França                | 2 – 0     | Países Baixos | Bosnian FA Training Centre, Zenica |
| 14:00              | Rossi 16' · Calba 34' | Relatório |               | Público: 221 Árbitro: Réka Molnar  |

### Final
| 15 de maio de 2022 | Alemanha               | 2 – 2     | Espanha                  | Stadion Grbavica, Sarajevo                |
| 20:00              | Stoldt 15' · Alber 88' | Relatório | Artero 28' · Camacho 63' | Público: 1 517 Árbitro: Michèle Schmölzer |

## Equipes classificadas para a Copa do Mundo de Futebol Feminino Sub-17
As três primeiras da competição se classificaram e representarão a UEFA na Copa do Mundo de Futebol Feminino Sub-17 de 2022.
| Seleçã   | Data de qualificação | Aparições anteriores na Copa do Mundo de Futebol Feminino Sub-17 |
| -------- | -------------------- | ---------------------------------------------------------------- |
| Alemanha | 12 de maio de 2022   | 6 (2008, 2010, 2012, 2014, 2016 e 2018)                          |
| Espanha  | 12 de maio de 2022   | 4 (2010, 2014, 2016 e 2018)                                      |
| França   | 15 de maio de 2022   | 2 (2008 e 2012)                                                  |

Em negrito estão as edições em que a seleção foi campeã.